# Strangalomorpha cavernosa
Strangalomorpha cavernosa är en skalbaggsart som beskrevs av Holzschuh 1998. Strangalomorpha cavernosa ingår i släktet Strangalomorpha och familjen långhorningar. Inga underarter finns listade i Catalogue of Life.